# Ernst Marcus (Zoologe)

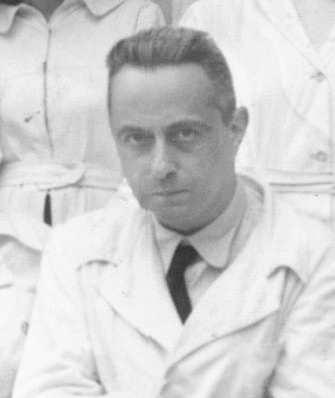
Ernst Marcus (1943)

Ernst Gustav Gotthelf Marcus (geboren 8. Juni 1893 in Berlin; gestorben 30. Juni 1968 in São Paulo) war ein deutsch-brasilianischer Zoologe, von 1936 bis 1963 Hochschullehrer an der Universidade de São Paulo sowie Mitbegründer des Ozeanographischen Instituts der Universidade de São Paulo (IO-USP).

## Leben
Marcus wurde in Berlin als Sohn von jüdischen Eltern, Regina Schwartz und dem Juristen Georg Marcus, geboren. Er selber war zunächst konfessionslos und gehörte später einer französisch-reformierten Gemeinde an. In seiner Kindheit lebte Marcus in der Nähe des Berliner Zoos, wo er verschiedene Tierarten beobachtete. Zudem sammelte er in dieser Zeit Käfer. Nach seinem Abitur am Kaiser-Friedrich-Gymnasium (heutige Gebäudenutzung durch die Joan-Miró-Grundschule) studierte er Zoologie an der Friedrich-Wilhelms-Universität zu Berlin.
Er begann sein Promotionsstudium in der entomologischen Abteilung des Museums für Naturkunde in Berlin, wo er 1914 seine erste Arbeit veröffentlichte. Sein Promotionsstudium verzögerte sich wegen des Ersten Weltkriegs, in dem er vier Jahre als Unteroffizier an der Front kämpfte und mit dem Eisernen Kreuz ausgezeichnet wurde. Im Jahr 1919 veröffentlichte er seine zweite Schrift und Dissertation über Käfer, mit der er promoviert wurde. Danach arbeitete er weiter in dem Museum in der Moostierchen-Sammlung. Da es dort keinen Spezialisten für dieses Fachgebiet gab, musste er sich autodidaktisch Kenntnisse zu dieser Organismengruppe erarbeiten.
Politisch war Marcus wie viele seiner Kollegen nationalkonservativ eingestellt. Nach dem Ende des Ersten Weltkriegs schloss er sich der Deutschnationalen Volkspartei an.
Im Jahr 1923 wurde Marcus habilitiert. Infolgedessen erhielt er einen Lehrauftrag an der Friedrich-Wilhelms-Universität. Von 1923 bis 1935 arbeitete er als Assistent am Zoologischen Institut.
Als Schüler von Karl Heider begann er sich für Entwicklungsmechanismen zu interessieren.
1924 heiratete er im Alter von 31 Jahren Eveline Du Bois-Reymond, Enkelin von Emil du Bois-Reymond; sie veröffentlichten gemeinsam mehrere zoologische Arbeiten. Im Jahr 1929 wurde er außerordentlicher Professor am zoologischen Institut.
Unter dem NS-Regime in Deutschland wurde Marcus 1935 als Assistent von Heider entlassen. Im März 1936 erhielt er ein Telegramm aus São Paulo, in dem ihm eine Professur angeboten wurde. Dieses Angebot erhielt er durch den Einsatz der Society for Protection of Science and Learning, einer Organisation, die bemüht war, Stellen für verdrängte jüdische Wissenschaftler zu finden. Marcus und seine Ehefrau kamen am 1. April in Brasilien an. Marcus übernahm den Lehrstuhl des verstorbenen Ernst Bresslau und lehrte Zoologie an der Universidade de São Paulo. Sein Forschungsgebiet waren die Moostierchen Brasiliens.
Wegen seiner deutschen Herkunft durfte Marcus nicht mehr an die Küste reisen, nachdem der Zweite Weltkrieg ausgebrochen war. Aus diesem Grund widmete er sich in seiner Forschungstätigkeit Organismen, die im Süßwasser oder an Land leben. Hier konzentrierte er sich vor allem auf Moostierchen, Wenigborster und Strudelwürmer. Im Jahr 1945 erhielt er eine volle Professur im Bereich der Zoologie und veröffentlichte eine große Abhandlung über mikroskopische Strudelwürmer. Nach dem Ende des Zweiten Weltkriegs wurde Marcus eingeladen, nach Deutschland zurückzukehren. Das Angebot lehnte er ab, weil er sein Leben kein drittes Mal neu aufbauen wollte. Als er wieder an der Küste arbeiten durfte, erforschte er zwar weiterhin Moostierchen, setzte seinen Schwerpunkt jedoch stärker auf Strudelwürmer und später auf Hinterkiemerschnecken.
Zwischen 1936 und 1968 veröffentlichte Marcus mit seiner Frau Eveline 162 Wissenschaftsartikel, zunächst auf Portugiesisch, später auf Englisch. Gegenstände dieser Arbeiten waren Wirbellose wie Plattwürmer, Ringelwürmer, Bärtierchen, Stummelfüßer, Schnurwürmer, Hufeisenwürmer, Schnecken und Asselspinnen. Während seiner Zeit als Professor zählten unter anderem Eudóxia Maria Froehlich, Claudio Gilberto Froehlich und Walter Narchi zu seinen Doktoranden.
Marcus emeritierte im Jahr 1963, forschte aber bis zu seinem Tod 1968 weiter.

## Veröffentlichungen (Auswahl)
- Ernst Marcus: Notizen über einiges Material mariner Bryozoen des Berliner Zoologischen Museums. In: Sitzungsberichte der Gesellschaft Naturforschender Freunde zu Berlin. Band 7, 1920, S. 255–284.
- Ernst Marcus: Über die Verbreitung der Meeresbryozoen. In: Zoologischer Anzeiger. Band 53, 1921, S. 205–221.
- Ernst Marcus: Hydrostatik bei Meeresbryozoen. In: Verhandlungen der Deutschen Zoologischen Gesellschaft. Band 29, 1923, S. 39–41.
- Ernst Marcus: Zur vergleichenden Embryologie der Bryozoen. In: Mitteilungen aus dem Zoologischen Museum in Berlin. Band 11, Nr. 1, 1924, S. 157–166.
- Ernst Marcus: Zum Polymorphismus der Bryozoen. Verhandlungen der Deutschen Zoologischen Gesellschaft. Band 30, 1925, S. 152–159.
- Ernst Marcus: Sobre alguns phenomenos da vida dos Bryozoarios Marinhos. In: Arquivos do Instituto Biológico, São Paulo. Band 7, 1936, S. 207–208.
- Ernst Marcus: Bryozoarios marinhos brasileiros. In: Boletim da Faculdade de Filosofia, Ciências e Letras da Universidade de São Paulo, Série Zoologica. Band 1–3, 1937–1939.
- Ernst Marcus: Sobre Catenulida Brasileiros. In: Boletim da Faculdade de Filosofia, Ciências e Letras da Universidade de São Paulo, Série Zoologia. Band 10, 1945, S. 3–133.
- Ernst Marcus: Turbellaria Brasileiros. In: Boletim da Faculdade de Filosofia, Ciências e Letras da Universidade de São Paulo, Série Zoologica, Band 12–17, 1947–1952.
- Ernst Marcus: Opisthobranchia from Brazil. In: Boletim da Faculdade de Filosofia, Ciências e Letras da Universidade de São Paulo, Série Zoologia. Band 20, 1955, S. 89–261.

## Ehrungen

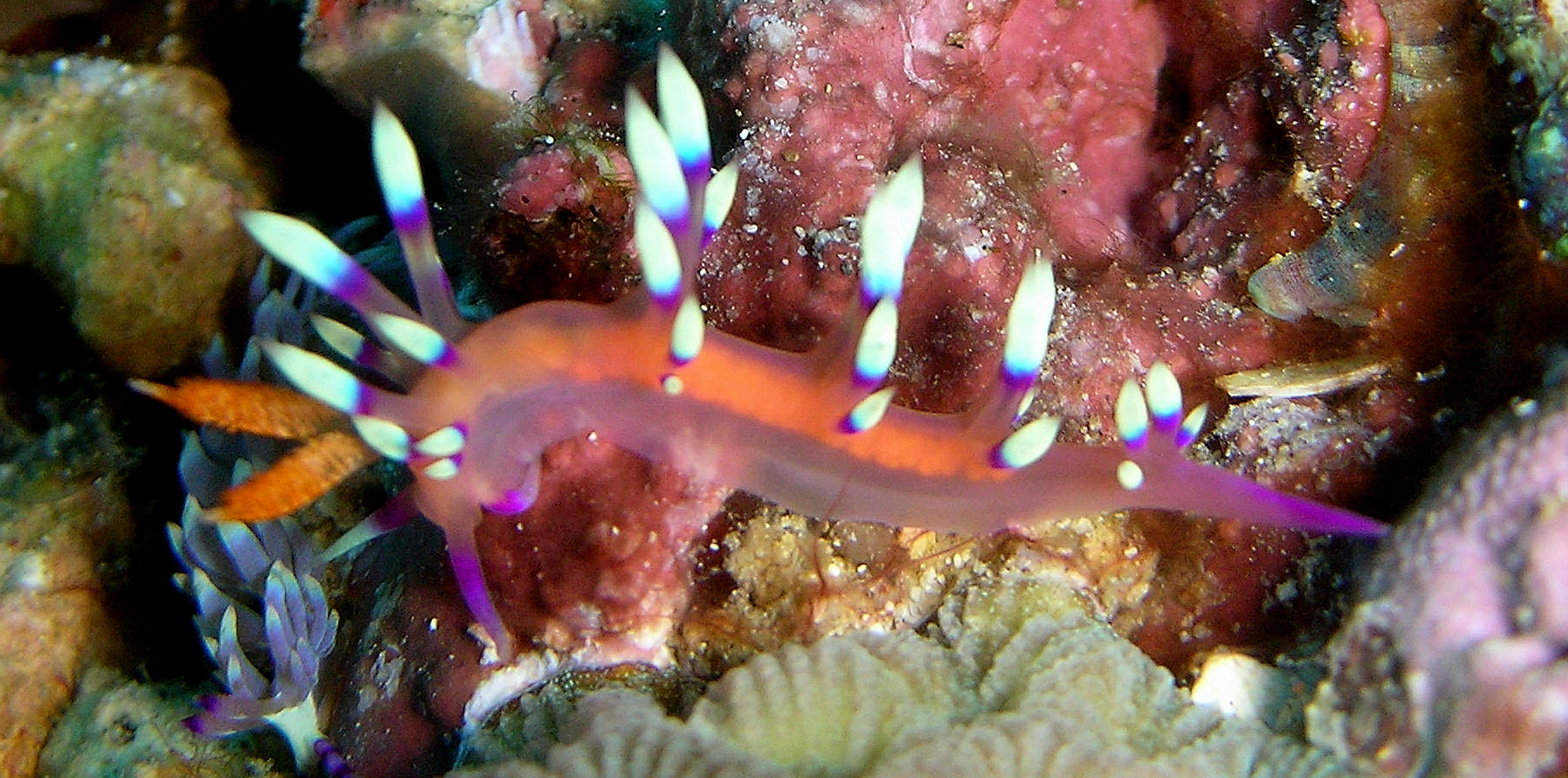
Flabellina marcusorum, eine nach Marcus benannte Meeresschnecke

Verschiedene Arten wurden nach Ernst Marcus benannt, beispielsweise die Plattwürmer Luteostriata ernesti und Imbira marcusi sowie die Meeresschnecke Flabellina marcusorum.